# Zanha
Genre
Zanha est un genre de plantes de la famille des Sapindaceae.

## Liste d'espèces
Selon Catalogue of Life (1 juillet 2020) :
- Zanha africana (Radlk.) Exell
- Zanha golungensis Hiern
- Zanha suaveolens Capuron

Selon NCBI (1 juillet 2020) :
- Zanha africana
- Zanha golungensis

Selon The Plant List (1 juillet 2020) :
- Zanha africana (Radlk.) Exell
- Zanha golungensis Hiern
- Zanha suaveolens Capuron

Selon Tropicos (1 juillet 2020) (Attention liste brute contenant possiblement des synonymes) :
- Zanha africana Exell
- Zanha golungensis Hiern
- Zanha suaveolens Capuron
- Zanha vuilletii A. Chev.